# Tännäs socken
Tännäs socken ligger i Härjedalen och är sedan 1974 en del av Härjedalens kommun, från 2016 inom Tännäs distrikt och Ljusnedals distrikt.
Socknens areal är 2 401 kvadratkilometer, varav 2 280 land. År 2000 fanns här 1 585 invånare. Tätorten Funäsdalen samt kyrkbyn Tännäs med sockenkyrkan Tännäs kyrka ligger i socknen. 

## Administrativ historik
Socknen bildades omkring 1550 genom utbrytning ur Hede socken. På 1680-talet utbröts Mässlinge församling ( Ljusnedals församling).
Vid kommunreformen 1862 överfördes ansvaret för de kyrkliga frågorna till Tännäs församling och för de borgerliga frågorna till Tännäs landskommun.  Landskommunen ingår sedan 1974 i Härjedalens kommun. Församlingen uppgick 2006 i Tännäs-Ljusnedals församling.
1 januari 2016 inrättades distrikten Tännäs och Ljusnedal, med samma omfattning som motsvarande församlingar hade 1999/2000, och vari detta sockenområde ingår.
Socknen har tillhört fögderier, tingslag och domsagor enligt vad som beskrivs i artikeln Härjedalen.

## Geografi
Tännäs socken ligger kring Ljusnans övre flöden till stor del inom Ruvhten Sijte (Tännäs sameby). Socknen är utanför älvdalen av höglänta skogsmarker samt kalfjäll där Anåfjället i Blåstötet når 1 332 meter över havet.
Tännäs socken genomkorsas av flera gamla pilgrimsleder.

### Geografisk avgränsning
Den västra delen av Tännäs socken gränsar (från norr räknat) dels mot Røros kommun i Trøndelag fylke, dels mot Engerdals kommun i Hedmark fylke och mot Idre socken i Älvdalens kommun i Dalarnas län.
Den nordligaste punkten i socknen är Haftorsstöten (1149 m ö.h.). Där ligger "tresockenmötet" mellan Storsjö, Ljusnedals och Tännäs socknar. Från Tjatjase sticker här Tännäs socken upp i en kil mellan Ljusnedals socken och riksgränsen mot Norge (Røros kommun). Sockengränsen sammanfaller med riksgränsen på sin väg söderut. Riks- och sockengränsen passerar Dalvolsskaftröset (Rr 150) på Gruvsjöhöjden. Vid riksröse 149B passeras riksväg 84, varefter gränsen fortsätter upp över Våldalshöjden vid Ruttjärnen till Ruteröset (Rr 149).
Detta område är den nordvästliga delen av Tännäs socken som i nordost avgränsas först av gränsen mot Ljusnedals socken, därefter av älven Ljusnan, i vars mittfåra gränsen mot Ljusnedal går ända ner till nedströms sjön Lossen. Här i nordväst ligger bland annat Ramundbergets samhälle. Väster om Bruksvallarna (i Ljusnedal) ligger byn Rockvallen och längre mot sydväst ligger Malmagen. Bland fjällen märks här Ramundberget (1 004 m ö.h.), Grönfjället och Skenörsfjället.
Riksgränsen mot Norge går från Ruteröset söderut över Ruvda (1192 m ö.h.), passerar väster om sjön Bolagen till Vigelskaftröset (Rr 147). I denna del av Tännäs socken ligger bland annat Rutfjället samt Rödfjället (1243 m ö.h.). Området genomkorsas av Södra Kungsleden. Sjön Svansjön ligger öster om Vättafjället. Sjön avvattnas genom Svanån till Tänndalssjön i Tännåns vattensystem. Tänndalens samhälle ligger vid sjön. Uppströms Tännån ligger sjön Malmagen, invid vilken samhället Fjällnäs ligger. Öster om Tänndalen ligger Storvallen. Alla dessa byar genomkorsas av riksväg 84. Mellan Tänndalen och Fjällnäs ligger Hamra och Hamrafjället (1138 m ö.h.). På själva Rödfjället ligger ett naturligt minnesmärke: Den så kallade Länsmansstenen, där den samiske poeten och prästen Anders Fjellner föddes ute i det fria den 18 september år 1795.
Riksgränsen mot Norge fortsätter från Vigelskaftröset söderut med Rogens naturreservat på den svenska sidan och Femundsmarka nationalpark på den norska. Gränsen går över Nedre Muggsjön till Skedbroskaftröset väster om Skedbrofjället förbi riksröset nr 145A och ut i sjön Rogen. På en punkt ute i vattnet i sjöns allra västligaste del möts Trøndelag och Hedmark fylken på norska sidan (Røros resp Engerdal kommuner). Söder om sjön går gränsen över Rogsjöröset (Rr 145), passerar öster om Lilla Vonsjöen i Norge och når Våndsjöguströset (Rr 144), på fjället Våndsjögusten (1002 m ö.h.). Här möts Jämtlands och Dalarnas län på svenska sidan med Hedmark fylke på norska sidan. Kommunerna Härjedalen, Älvdalen och Engerdal möts likaså. 
I Rogens naturreservat ligger sjöarna Rogen, Bredåsjön, Stor-Tandsjön med flera. Utgångspunkt på svenska sidan för utflykter i reservatet är Käringsjövallen. 
Från Våndsjöguströset går sockengränsen mellan Tännäs socken (Härjedalen) och Idre socken (Dalarna) mot öster. Norr om Slagufjället till Näsfjället. Området närmast sockengränsen ingår här i Idre sameby. Gränsen passerar Stor-Fjätån (Dalälvens vattensystem) strax norr om Yttre Fjätsjön. Gränsen går via fjället Fjätsjöriet till Näskilskölen. Här ligger "tresockenmötet" Tännäs-Idre-Linsell. Tännäs socken avgränsas härifrån i söder av Linsells socken på en sträcka av drygt 10 km. På Fruhågna (977 m ö.h.) ligger "tresockenmötet" Tännäs-Linsell-Hede. Gränsen mellan Tännäs socken och Hede socken går därifrån rakt norrut. 
I denna del av Tännäs socken ligger byarna Brändåsen samt Högvålen med Högvålens kapell.
Sockengränsen mot Hede faller, cirka 20 km norr om Fruhågna, ut i älven Ljusnan vid Kolbenshån. Den följer sedan Ljusnan uppströms och åter mot Haftorsstöten.
Kyrkbyn Tännäs ligger cirka 2 km väster om korsningen riksväg 84 - länsväg 311. Tännån mynnar här i sjön Lossen och därmed i Ljusnan. Cirka 15 km nordväst om Tännäs ligger, invid riksväg 84, Funäsdalen med Funäsdalsberget (980 m ö.h.). Invid orten ligger Funäsdalssjön. Riksväg 84 går västerut från Funäsdalen över Skarvruet till Tänndalen och vidare in i Norge via Brekken. Fäboden Vivallen ligger cirka 5 km nordväst om Funäsdalen.

## Fornlämningar
Man har anträffat omkring 135 lämningar från forntiden. Cirka 70 lämningar är från stenåldern och utgörs av gamla boplatser från denna tid. Här fanns då en fångstkultur. Vidare har det funnits ett nu överdämt ett gravfält från äldre järnåldern på Smalnäset vid sjön Lossen. Socknen har omkring 50 gravhögar från yngre järnåldern. Dessa är belägna i fjälldalarna samt på en del lågfjäll, där de är landets högst belägna gravhögar. På Vivallen finns ett så kallat flatmarksgravfält från vikingatiden. Arkeologen Inger Zachrisson har efter omfattande undersökningar fastställt att lämningarna på Vivallen av allt att döma härrör från en samisk kultur. Inom socknen finns cirka 625 fångstgropar. Dessa lär ha använts till vildrensfångst. Från senare tid finns samiska lämningar. Dessutom finns en hyttruin och gruvor från Ljusnedals bruk.

## Namnet
Namnet (1407 Tendennes) innehåller i förleden Tännåns gamla namn, Tenna och i efterleden näs syftande på en udde av ån. Ånamnet betyder 'den glittrande, glänsande' syftande på Tännfallet.

## Befolkningsutveckling
| Befolkningsutvecklingen i Tännäs socken 1750–2020 | Befolkningsutvecklingen i Tännäs socken 1750–2020 | Befolkningsutvecklingen i Tännäs socken 1750–2020 | Befolkningsutvecklingen i Tännäs socken 1750–2020 | Befolkningsutvecklingen i Tännäs socken 1750–2020 |
| --- | ------------------------------------------------- | ------------------------------------------------- | ------------------------------------------------- | ------------------------------------------------- |
| |                                                   |                                                   |                                                   |                                                   |
| År |                                                   |                                                   | Folkmängd                                         |                                                   |
| 1750 | 1750                                              |                                                   | 382                                               |                                                   |
| 1757 | 1757                                              |                                                   | 424                                               |                                                   |
| 1769 | 1769                                              |                                                   | 473                                               |                                                   |
| 1810 | 1810                                              |                                                   | 577                                               |                                                   |
| 1820 | 1820                                              |                                                   | 709                                               |                                                   |
| 1830 | 1830                                              |                                                   | 898                                               |                                                   |
| 1840 | 1840                                              |                                                   | 935                                               |                                                   |
| 1850 | 1850                                              |                                                   | 1 152                                             |                                                   |
| 1860 | 1860                                              |                                                   | 1 184                                             |                                                   |
| 1870 | 1870                                              |                                                   | 1 201                                             |                                                   |
| 1880 | 1880                                              |                                                   | 1 230                                             |                                                   |
| 1890 | 1890                                              |                                                   | 1 378                                             |                                                   |
| 1900 | 1900                                              |                                                   | 1 669                                             |                                                   |
| 1910 | 1910                                              |                                                   | 1 780                                             |                                                   |
| 1920 | 1920                                              |                                                   | 1 845                                             |                                                   |
| 1930 | 1930                                              |                                                   | 2 021                                             |                                                   |
| 1940 | 1940                                              |                                                   | 2 124                                             |                                                   |
| 1950 | 1950                                              |                                                   | 2 205                                             |                                                   |
| 1960 | 1960                                              |                                                   | 2 201                                             |                                                   |
| 1970 | 1970                                              |                                                   | 2 113                                             |                                                   |
| 1980 | 1980                                              |                                                   | 2 114                                             |                                                   |
| 1990 | 1990                                              |                                                   | 2 072                                             |                                                   |
| 2020 | 2020                                              |                                                   | 2 205                                             |                                                   |
| Anm: Tabellen visar folkmängden i Tännäs församling och Ljusnedals bruksförsamling. Källor: Umeå universitet - Tabellverket 1749-1859, Demografiska databasen, CEDAR, Umeå universitet, Folkmängden per distrikt, landskap, landsdel eller riket efter kön. År 2015 - 2022. |                                                   |                                                   |                                                   |                                                   |